# Opel Grandland X
O Opel Grandland X, vendido no Reino Unido como Vauxhall Grandland X, é um automóvel SUV compacto produzido pela Opel lançado em 2017, o carro utiliza a plataforma plataforma PSA EMP2, a mesma utilizada no Citroën C5 Aircross e Peugeot 3008.